# 俄罗斯希腊礼天主教会

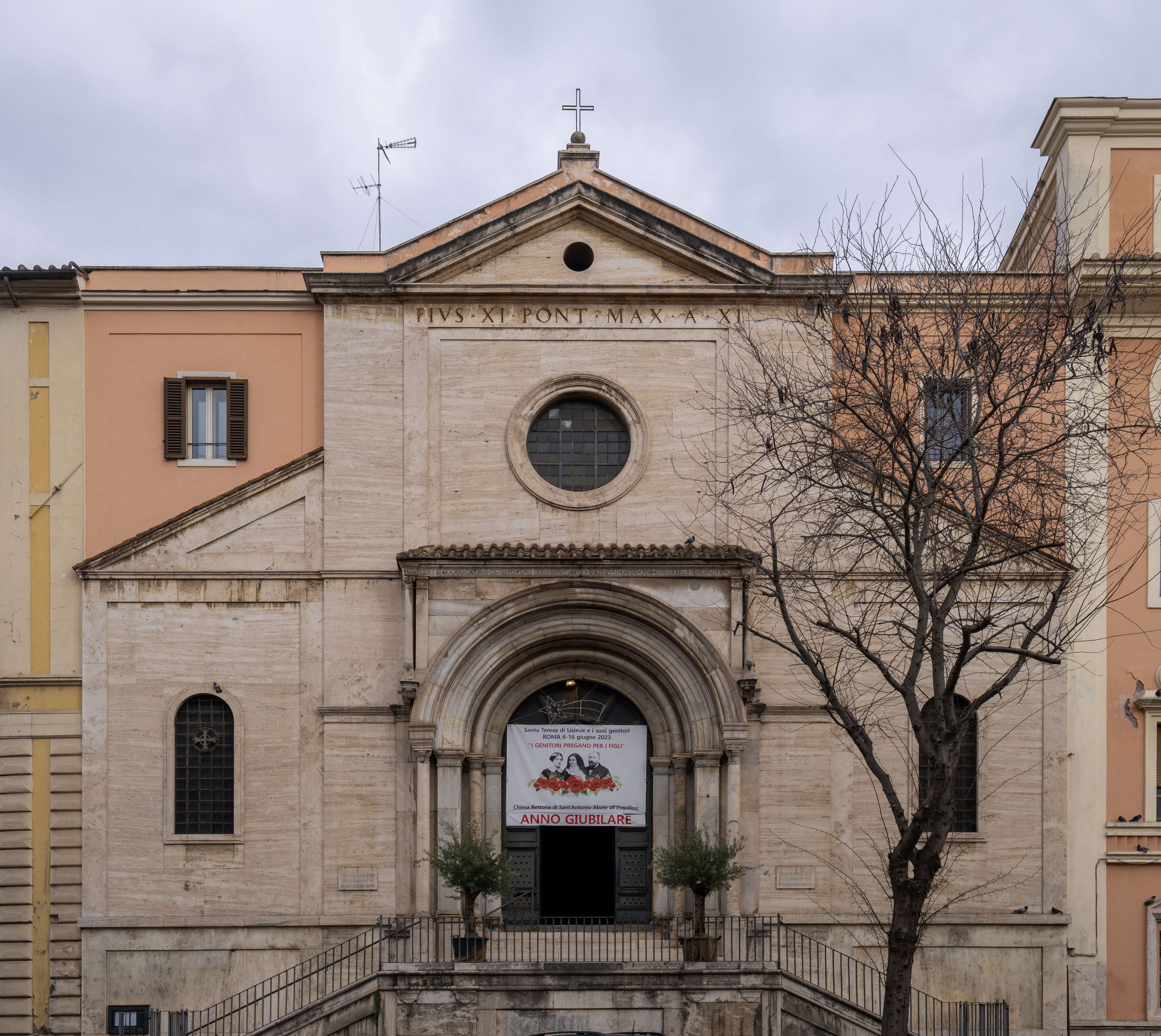
在羅馬的圣安当院长堂

俄羅斯希腊禮天主教會（俄語：Российская греко-католическая церковь）是普世天主教會的一部分，是天主教拜占庭禮禮拜儀式傳統的一個分支，是東儀天主教會的23個成員之一。該教會是完全與教宗共融的。俄羅斯禮曾經有過兩個宗座总理區（Exarchatus Apostolicus），但現今並沒有成立聖統制，而是在俄羅斯及隨著世界各地的俄羅斯移民以個別堂區的身分來運作。其神職人員來自其他拜占庭禮天主教會按立，或是由改宗的前東正教會神父以及受相關禮儀訓練的天主教會神職人員擔任。

## 歷史

### 早期教會
在19世紀或之前，沙俄帝國定東正教為國教，只有俄羅斯正教會為合法教會，其它教會都是非法，包括拜占庭禮天主教。直到1905年，沙皇尼古拉二世才容許宗教自由。其後，拜占庭天主教的社區開始出現。1917年，一位前正教會神職人員列昂尼德·費奧德羅夫（英語：Leonid Feodorov）被烏克蘭禮天主教都總主教安德略·蕭普提斯基祝圣為東方禮天主教神父，並獲任命為首位宗座总理管理俄羅斯禮天主教的俄羅斯宗座总理區。

### 十月革命後
然而，十月革命之後不久，一些俄羅斯禮天主教徒被送往西伯利亞的古拉格。而另一部分信徒就移民到世界各地繼續生活。於1923年秋天，列昂尼德·費奧德羅夫神父被蘇聯以反革命起訴，並被判處在索洛韋茨基群島的索洛韋茨基特別監獄服十年有期徒刑。在1932年被釋放後過了三年他就去世了，2001年他被教宗若望保祿二世列為真福品。
由於俄羅斯在1917年11月7日發生十月革命後，共產黨上台執政及打壓所有宗教。大量信徒從西伯利亞逃到中國東北的哈爾濱。使中國哈爾濱的信徒人數增加。所以，在1928年，該會的第二個宗座总理區在中國东北成立，总理區主教府設在哈爾濱，一直持續到1949年中國共產黨的中華人民共和國建國。

### 蘇聯解體後
1991年蘇聯解體，俄羅斯回復宗教自由，俄羅斯禮教會也再度以個別堂區的身分開始發展。但是，中國還未實行全部的宗教自由。哈爾濱总理區也早已停止運作了。
2005年，俄羅斯天主教神父謝爾蓋·戈洛瓦諾夫在一篇文章中說明，在俄羅斯本土有三名俄羅斯禮天主教會神父依俄羅斯拜占庭禮儀實行儀式。其中兩人使用俄羅斯正教會的莫斯科和全俄羅斯大牧首尼孔（英語：Patriarch Nikon）所修訂的禮儀書。而另一個神父則使用旧礼仪派傳承的禮儀，換句話說就是在尼孔牧首正在改革前俄羅斯正教會所實行的禮儀。現時，在俄羅斯的東儀信徒依然保持使用教會斯拉夫語為儀式用語的傳統，但是喬居在外的俄羅斯移民們則習慣使用現代的俄羅斯語來實行儀式。

## 現況
直至2010年，在俄羅斯西伯利亞已設有5個堂區。而在莫斯科也有兩個堂區和一個牧民中心。也有俄羅斯禮信徒社群在聖彼得堡和奧布寧斯克。
在俄羅斯以外的國家，隨著俄羅斯移民亦有建立起俄羅斯禮儀的堂區。他們都是由當地的拉丁禮教區所管理。以下是各個俄羅斯禮儀堂區和所在的教區：
| 國家     | 城市           | 所屬教區                   | 教堂                         |
| -------- | -------------- | -------------------------- | ---------------------------- |
| 美国     | 纽约           | 天主教纽约总教区           | 聖彌額爾俄羅斯禮天主教堂     |
| 美国     | 旧金山         | 天主教舊金山總教區         | 花地瑪聖母拜占庭禮天主教堂   |
| 美国     | 丹佛           | 天主教丹佛總教區           | 聖西里爾俄羅斯禮天主教社區   |
| 美国     | 埃爾塞貢多     | 天主教洛杉磯總教區         | 聖安德肋俄羅斯希臘禮天主教堂 |
| 法国     | 巴黎           | 天主教巴黎总教区           |                              |
| 法国     | 默东           |                            | /                            |
| 法国     | 里昂           | 天主教里昂总教区           |                              |
| 意大利   | 罗马           | 天主教羅馬教區             | 聖安托尼奧阿巴泰堂           |
| 意大利   | 米蘭           | 天主教米兰总教区           |                              |
| 德国     | 柏林           | 天主教柏林总教区           |                              |
| 德国     | 慕尼黑         | 天主教慕尼黑-弗赖辛总教区  |                              |
| 爱尔兰   | 都柏林         | 天主教都柏林總教區         | 聖約翰金口社區               |
| 澳大利亚 | 墨尔本         | 天主教墨爾本總教區         | /                            |
| 巴西     | /              | 天主教巴西東方禮教長區     | /                            |
| 阿根廷   | 布宜諾斯艾利斯 | 拜占庭禮天主教阿根廷教長區 | /                            |
| 新加坡   | /              | 天主教新加坡總教區         | /                            |

## 外部連結
- 俄羅斯禮天主教會（页面存档备份，存于）
- 俄羅斯禮天主教會教堂，修道院和機構，在全球的目錄（页面存档备份，存于）
- The website of Saint Michael's Russian Catholic Church in New York City is a must for anyone desiring to delve deeper into the history of the Russian Catholic Movement.（页面存档备份，存于）
- “A Brief History of The Russian Byzantine Catholic Church and the Russian Catholics.”（页面存档备份，存于）
- An online article about a visit to Moscow's Russian Catholics shortly after the fall of the Soviet Union.
- A visit to the same Russian rite Catholic community from 2001.
- The Catholic Newmartyrs of Russia（页面存档备份，存于）
- Normalization of the Position of Byzantine Rite Catholics in Russia
- The Byzantine - Slavic Rite（页面存档备份，存于）